# Ashley Phillips
Pour les articles homonymes, voir Phillips.
Ashley Phillips, né le 26 juin 2005 à Salford en Angleterre, est un footballeur anglais qui joue au poste de défenseur central à Stoke City.

## Biographie

### En club
Né à Salford en Angleterre, Ashley Phillips est formé par Blackburn Rovers.
Ashley Phillips joue son premier match en professionnel lors d'une rencontre de coupe de la Ligue anglaise face au Hartlepool United FC, le 10 août 2022. Il est titularisé ce jour-là et son équipe l'emporte par quatre buts à zéro.
Le 5 août 2023, Ashley Phillips rejoint Tottenham Hotspur. Il signe un contrat de cinq ans, soit jusqu'en juin 2028.
Le 8 janvier 2024, lors du mercato hivernal, Phillips est prêté par Tottenhal au Plymouth Argyle jusqu'à la fin de la saison.
Il joue son premier match sous les couleurs de Plymouth le 13 janvier suivant, en étant titularisé lors d'une rencontre de championnat face à Huddersfield Town (1-1 score final).
Le 23 août 2024, Ashley Phillips rejoint Stoke City sous la forme d'un prêt d'une saison.

### En sélection
En septembre 2022, Phillips est convoqué pour la première fois avec les moins de 19 ans. Il joue son premier match avec cette sélection contre le Monténégro le 21 septembre 2022. Il est titularisé et son équipe s'impose par deux buts à zéro.